# Provincia de Magangué
La provincia del Magangué fue una de las provincias del Estado Soberano de Bolívar (Colombia). Fue creada por medio de la ley del 26 de diciembre de 1862, a partir del territorio del departamento de Magangué. Tuvo por cabecera a la ciudad de Magangué. La provincia comprendía parte del territorio de la actual región bolivarense de La Mojana y la región sucreña de La Mojana.

## División territorial
En 1876 la provincia comprendía los distritos de Magangué (capital), Majagual, Palmarito, Retiro, San Sebastián de Madrid, Sucre y Yatí.